# Dunham-on-the-Hill
Dunham-on-the-Hill es una localidad situada en la autoridad unitaria de Cheshire Oeste y Chester, en el condado ceremonial de Cheshire, Inglaterra (Reino Unido). Según el censo de 2011, tiene una población de 501 habitantes.
Está ubicada al sur de la región Noroeste de Inglaterra, cerca de la frontera con Gales, de la costa del mar de Irlanda y a poca distancia al sur de la ciudad de Liverpool.